# 村本博之
村本 博之（むらもと ひろゆき、1966年 - 2010年4月10日）は、日本のカメラマン。ロイター通信日本支社所属。
2010年4月10日、タイ王国で、かつて同国の首相を務めたタクシン・シナワットを支持する反独裁民主戦線（UDD）のデモ活動を取材中、UDDと治安部隊との衝突に巻き込まれ銃撃を受けて死亡したと報じられた。

## 来歴
東京都出身。1988年にテンプル大学ジャパンキャンパスを卒業し、オーストラリア放送協会などを経て1995年にロイター入社。日本支局でカメラマンとして活動する。
2010年4月8日、タイの反政府デモを取材するため日本を発ち、現地取材を行っていたが10日に発生したUDDと治安部隊の衝突で銃撃を受け死亡した。警視庁組織犯罪対策二課が行った司法解剖により、死因は貫通した銃弾が心臓近くの大動脈や左肺を損傷したことによる失血死と断定された。
4月14日、タイ軍の報道官は治安部隊が暴動鎮圧の為に実弾をデモ隊に向けて水平発射していた事実を認めたが、武装したテロリストがデモ隊に紛れ込み治安部隊に銃撃戦を仕掛けて来たため、自衛手段としてやむなく発砲したと主張している。
2012年3月、タイ政府はこの騒乱で死傷した市民らへの賠償金を閣議決定した。村本もこの対象に含まれ、遺族に賠償金が支払われる予定である。